# Lorena Velascová
Lorena Velascová (nepřechýleně Lorena Velasco; * ?, Popayán) je kolumbijská fotografka, vítězka ceny Poy Latam 2019. Je ředitelkou a lektorkou Fotoklubu Popayán, spoluzakladatelkou Nadace Latinskoamerických fotografek. Její práce je uznávána pro její perspektivu zaměřenou na reflexi, paměť a identitu.

## Cesta
Lorena Velasco se narodila ve městě Popayán, které se nachází v departementu Cauca. Ve věku deseti let se poprvé seznámila s analogovou fotografií jako koníčkem. Během studia podnikové správy na Univerzitě Cauca se také připojila k Fotoklubu univerzity Popayán, kde se naplno začal věnovat fotografii.
První, co jsem se naučila, byla noční fotografie, poté následovalo cestování. Pak jsem se zaměřila na dokumentární fotografii: hodně jsem se věnovala sociální fotografii. A poté jsem se rozhodovala, jakým směrem se chci vydat: zajímalo mě vyjádřit určité osobní situace prostřednictvím obrazu.
V roce 2018, spolu s Fernandou Patiño, si uvědomily potřebu vytvořit prostor pro začínající fotografky a založily Nadaci Latinskoamerických fotografek. Tato iniciativa měla velký ohlas mezi ženami z různých měst regionu a v roce 2019 se jim podařilo uspořádat první kongres fotografek Latinské Ameriky v Popayánu s více než 400 účastníky.
Velascová se zúčastnila různých národních a mezinárodních výstav, jako je La mujer latinoamericana en el comercio internacional (Latinskoamerická žena v mezinárodním obchodu), Světová obchodní organizace (WTO) v Ženevě, Oda a la papa (Óda na brambory), Artshapers v roce 2018, a výstavy Pandemia: Miradas de una Tragedia (Pandemie: Pohledy na tragédii), která se konala na Univerzitě ve Valencii v Biblioteca d'Humanitats Joan Reglá v roce 2021.
Zároveň publikovala své projekty a reportáže z kolumbijských protestů na VICE, otištěné kromě jiného v novinách La Vanguardia, El Nuevo Liberal. Uspořádala konference o dokumentární fotografii a společných projektech.

## Publikace
- 2016 Diario del Cauca. Encontró en la fotografía la forma de plasmar emociones (Ve fotografii hledá způsob, jak zachytit emoce). Popayán Kolumbie.
- 2017 Revista Papalote, časopis. Čtrnácté vydání, Cauca Ecoturística, Volcán Puracé, Kolumbie
- 2018 Revista Enfoque Visual, časopis, vítězka 15 fotografických projektů roku 2019, projekt “Los Niños del Agua”, Kolumbie.
- 2018 Revista Emprende, časopis, deváté vydání, článek, Cauca Diversa y Mágica, Kolumbie.
- 2019 Revista Enfoque Visual, časopis, vítězka 15 fotografických projektů 2019, projekt “Memorias del Silencio”, Kolumbie.
- 2019 Revista Emprende, časopis, Dvanácté vydání. Článek, La Red de Fotógrafas de Latinoamérica (Síť fotografek Latinské Ameriky), Kolumbie
- 2019 Espacio GAF, časopis, Mujeres haciendo Fotografía (Ženy, které fotografují). Mexico.
- 2019 Revista, Periódico El Nuevo Liberal, časopis, edición 2019 Semana Santa Popayán (Svatý týden), Popayán, Kolumbie.
- 2019 Revista Emprende. Decimoquinta Edición, časopis, Vietnam un Descubrir Fascinante, entrevista y reseña fotografía de viaje (Vietnam: Fascinující objev, rozhovor a recenze cestovatelské fotografie), Kolumbie.
- 2019 Foto Femme United Francia, projekt Memorias del Silencio, Paříž, Francie
- 2020 Naahboox magazine – Fotografía Contemporánea Lorena Velasco (Současná fotografka Lorena Velasco)
- 2020 Diari de Barcelona, Com recordarem el coronavirus? (Jak si budeme pamatovat koronavirus?). Obrázky z pandemie ve formě knihy. Barcelona, Španělsko.
- 2020 Pacifista, 10 Fotógrafos Colombianos, miradas desde la cuarentena (10 kolumbijských fotografů, pohledy z karantény), Kolumbie
- 2020 Diario La Vanguardia, Veinticuatro fotógrafos retratan la pandemia con dureza, respeto y humanidad (Dvacet čtyři fotografů zachytilo pandemii s tvrdostí, respektem a lidskostí). Španělsko.
- 2021 Vice, El 8M Retratado por Fotógrafas Colombianas (8. březen zachycený kolumbijskými fotografkami).
- 2021 AJP PLUS ESPANOL, 10 kolumbijských fotografek, zpravodajství o dnech mobilizace v Kolumbii.

## Ceny a ocenění
- 2022 Getty Images Istock Inclusion Grant Jury
- 2021 Indie Catalina 2021, účast na Still Photo, v dokumentárním seriálu „Gente de Montaña“, produkční společnost Corporación Viento en Popa.
- 2021, Festival FFALA, recenzentka fotografického portfolia, Brazílie
- 2021 Porota ve fotografické soutěži. Fotografie FUNIBER, Španělsko.
- 2019 POYLatam, druhé místo v kategorii Portrét, Quito, Ekvádor
- 2019 Vítězka 15 fotografických projektů roku 2019 v Kolumbie. Vzpomínky na ticho. Časopis Visual Focus. Kolumbie.
- 2018 Mezinárodní festival novinářské a dokumentární fotografie Mirar Distinto, mluvčí Latam Photographers, Xalapa Mexico.
- 2018 Vítězka 15 fotografických projektů roku 2018 in Kolumbie. Děti vody. Časopis Visual Focus. Kolumbie.
- 2018 WPC - Světový fotografický pohár. Reprezentace Kolumbie ve světovém poháru fotografie.
- Mezinárodní festival novinářské a dokumentární fotografie Mirar Distinto 2018, recenzent fotografického portfolia, Xalapa México.
- 2018 Encontraste Retratos de la Ciudad Blanca, fotografická soutěž. Porota, Popayán Kolumbie.